# Adrian Stanilewicz
Adrian Stanilewicz (* 22. Februar 2000 in Solingen, Nordrhein-Westfalen) ist ein polnisch-deutscher Fußballspieler. Er spielte von 2010 bis 2019 in der Jugend des Bundesligisten Bayer 04 Leverkusen und kam dort 2018 zu seinem Herrendebüt. Anschließend war er ab Mitte 2019 für eine Saison festes Mitglied des Profikaders. Von 2020 bis 2022 stand er beim SV Darmstadt 98 unter Vertrag. Aktuell spielt er für den SC Fortuna Köln.
Zwischen 2015 und 2016 trat er für Jugendauswahlmannschaften des Deutschen Fußball-Bundes an. 2018 und 2019 spielte er für jene des polnischen Verbandes.

## Karriere

### Verein
Stanilewicz begann seine Karriere bei den Vereinen Solinger SC 95/98 und 1. FC Union Solingen in seiner Geburtsstadt. 2010 kam er in die Jugend des Bundesligisten Bayer 04 Leverkusen. Sein Debüt im Profifußball gab er am 13. Dezember 2018 im Gruppenspiel in der Europa League bei der AEK Larnaka. Er wurde in der 88. Spielminute für Lucas Alario eingewechselt. Zum Beginn der Saison 2019/20 wurde Stanilewicz in den Profikader der Leverkusener aufgenommen, nachdem seine Zeit als A-Jugendlicher geendet hatte. Er fand mehrfach Berücksichtigung im Spieltagskader, kam jedoch nur zu einem Einsatz in der Europa League.
Zur Saison 2020/21 wechselte Stanilewicz zum Zweitligisten SV Darmstadt 98. Am 24. Oktober 2020 gab er beim 2:2-Heimspiel gegen den FC St. Pauli sein Debüt für die Lilien, als er in der 86. Spielminute für Marvin Mehlem eingewechselt wurde. Unter Markus Anfang kam er auf acht Einsätze und erreichte mit der Mannschaft Platz 7. Die Saison 2021/22 unter Torsten Lieberknecht schloss er mit der Mannschaft auf dem vierten Platz in der zweiten Liga ab, wobei er in drei Spielen auf dem Platz stand. Ab dem zwölften Spieltag stand Stanilewicz jedoch nicht mehr im Kader. Der Verein entschloss sich nach der Spielzeit, den auslaufenden Vertrag mit ihm nicht zu verlängern.
Nach rund zwei Monaten Vereinslosigkeit wechselte Stanilewicz im September 2022 in die viertklassige Regionalliga West zum SC Fortuna Köln.

### Nationalmannschaft
Stanilewicz verfügt sowohl über die deutsche als auch polnische Staatsangehörigkeit und ist damit berechtigt, für die Auswahlen des deutschen als auch die des polnischen Fußballverbandes zu spielen. Zwischen 2015 und 2016 trat er für die U16 und U17 Deutschlands an und spielte für sie insgesamt achtmal, wobei er ein Tor erzielte.
2018 entschied sich Stanilewicz für das Auflaufen in der polnischen U20. Am 13. Mai 2019 berief der Trainer der Auswahl Stanilewicz in das Aufgebot für die U20-WM, bei der Polen Gastgeberland war. Er wurde in allen vier Partien des Turniers in der Startformation eingesetzt. Die polnische Auswahl unterlag schließlich im Achtelfinale Italien.